# Felipe González Ahedo

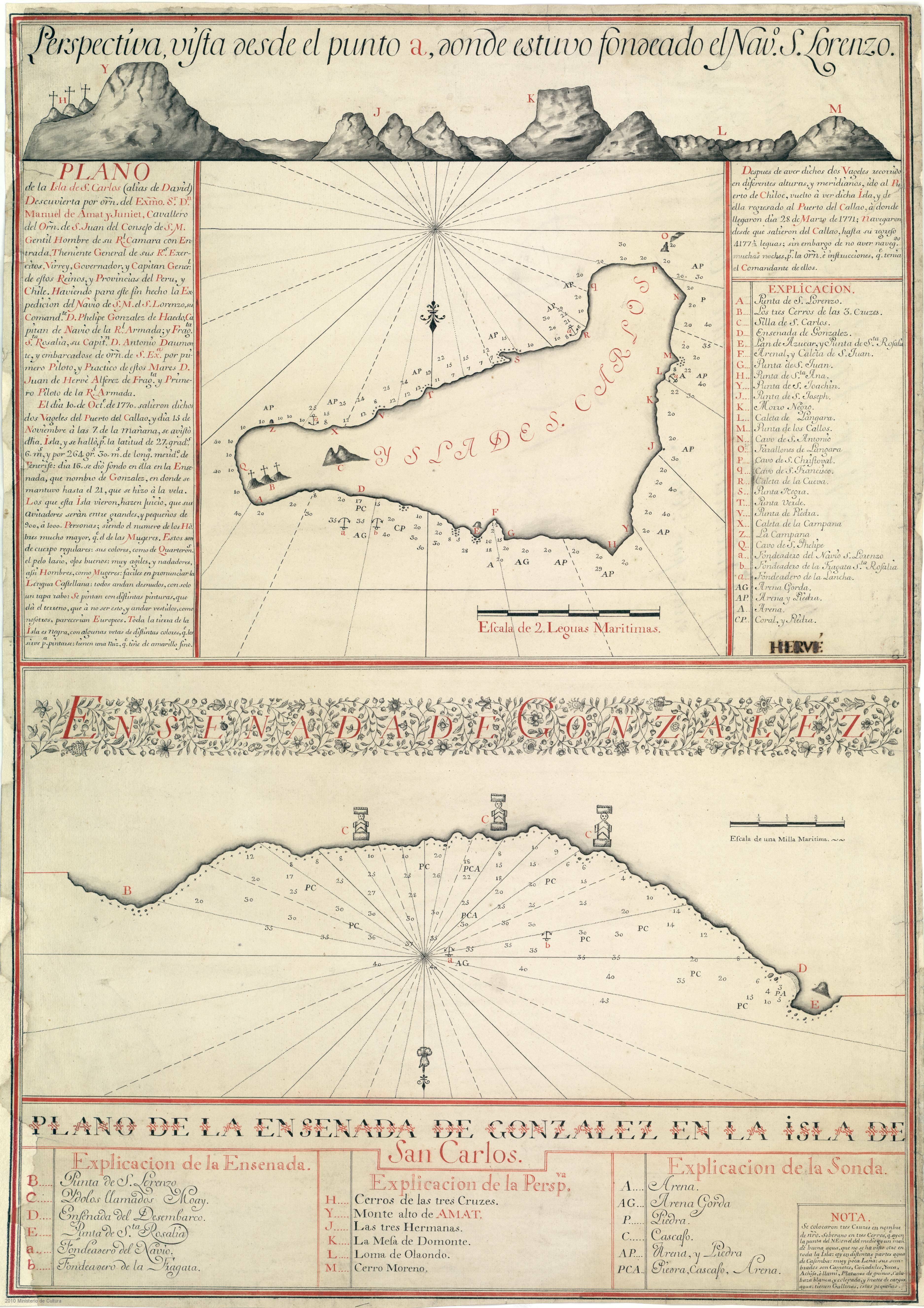
Mapa Velikonočního ostrova od Gonzáleze de Ahedo, výsledek jeho expedice roku 1770 (sever je na mapě dole)

Felipe González de Ahedo (13. května 1714 Santoña, Kantábrie – 26. října 1802 Cádiz) byl španělský mořeplavec a kartograf, který roku 1770 pro Španělsko anektoval Velikonoční ostrov.
González de Ahedo velel dvěma španělským lodím San Lorenzo a Santa Rosalia, které vypluly na příkaz peruánského místokrále Manuela de Amat y Juniet. Lodě u ostrova přistály 15. listopadu 1770. Výprava byla po té Rogeveenově (1722) teprve druhou evropskou expedicí, která Velikonoční ostrov navštívila. González de Ahedo setrval na ostrově pět dní a provedl prohlídku celého pobřeží. Pojmenoval ostrov Isla de San Carlos („Ostrov sv. Karla“) a vyhlásil nad ním jménem španělského krále Karla III. svrchovanost. Obřadně podepsal s ostrovany smlouvu o anexi a pak vztyčil tři dřevěné kříže na vrcholcích tří malých kopců na úpatí sopky Poike. González de Ahedo popsal ve zprávě ostrov jako téměř nekultivovaný a informoval o sochách moai na pobřeží ostrova.